# Route européenne 331
Pour les articles homonymes, voir E331 (homonymie) et Route 331.
La route européenne 331 est une route reliant Dortmund à Cassel.